# Clark Brandon
Clark Brandon (* 13. Dezember 1958 in New York City) ist ein US-amerikanischer Schauspieler, Regisseur und Drehbuchautor.

## Leben
Brandon wurde als Sohn des gebürtig aus Berlin kommenden Schauspielers Peter Brandon (1926–1983) geboren. 1977 hatte er eine der Hauptrollen in der kurzlebigen Serie The Fitzpatricks. Anschließend übernahm er Gastrollen in Fantasy Island und Wonder Woman. Größere Bekanntheit erlangte er durch seine Hauptrolle in der Serie Mr. Merlin zwischen 1981 und 1982. Zwischen 1981 und 1984 spielte er eine wiederkehrende Rolle in der Serie The Facts of Life.
Seinen letzten Auftritt als Schauspieler hatte er in der Jim-Varney-Komödie Limba, Limba, Lambada, für die er auch das Drehbuch verfasst hatte. In der Folge arbeitete er bis Ende der 1990er-Jahre als Drehbuchautor und Regisseur im B-Movie-Bereich. In jüngerer Vergangenheit war er als Dozent an Universitäten und in Bildungseinrichtungen tätig.

## Filmografie (Auswahl)

### Als Darsteller
- 1977: Highschool Story
- 1977–1978: The Fitzpatricks (Fernsehserie, 13 Folgen)
- 1978: Fantasy Island (Fernsehserie, Folge Lady of the Evening/The Racer)
- 1979: Wonder Woman (Fernsehserie, Doppelfolge The Boy Who Knew Her Secret)
- 1979: Out of the Blue (Fernsehserie, 12 Folgen)
- 1980: Crazy Family – Eine total verrückte Familie (Serial)
- 1981–1984: The Facts of Life (Fernsehserie, 4 Folgen)
- 1981–1982: Mr. Merlin (Fernsehserie, 22 Folgen)
- 1983: Love Boat (Fernsehserie, Folge Dee Dee's Dilemma/Julie's Blind Date/The Prize Winner)
- 1983: Die Klassenfete (My Tutor)
- 1987: Funland
- 1989: Limba, Limba, Lambada (Fast Food)

### Als Regisseur
- 1992: Dark Secrets
- 1993: Skeeter – Invasion des Grauens (Skeeter)
- 1997: The Last Road

### Als Drehbuchautor
- 1989: Limba, Limba, Lambada (Fast Food)
- 1993: Skeeter – Invasion des Grauens (Skeeter)